# Библиотека Университета Карлсруэ
Библиотека Университета Карлсруэ (также Библиотека Технологического института Карлсруэ; нем. Bibliothek des Karlsruher Instituts für Technologie, KIT-Bibliothek) — публичная научная библиотека, являющаяся частью Технологического института Карлсруэ (KIT), расположенного в Баден-Вюртемберге; создана в конце 2009 года в результате слияния бывшего Университета Карлсруэ и Исследовательского центра Карлсруэ. Состоит из двух центральных библиотек в Северном и Южном кампусах института и сети специализированных (отраслевых) библиотек; с апреля 2006 года филиал KIT Library South работает круглосуточно. Общий фонд библиотеки составляет более двух миллионов книг и 28 тысяч научных журналов.

## История и описание
Южная библиотека KIT (KIT-Bibliothek Süd) была основана в 1840 году как библиотека Политехнического института Карлсруэ (Universitätsbibliothek Karlsruhe): библиотека переняла фонды уже существовавших учебных заведений города, таких как высшая архитектурная школа. Первоначальный запас был относительно небольшим: первый печатный каталог библиотеки от 1850 года содержал перечень из 1600 книг, в котором «физика» была представлена только 48 томами. В 1854 году она получила собственное помещение, заняв флигель главного университетского корпуса. К концу 1901 года в библиотеке хранилось уже 68 857 томов; к 1915 году запасы выросли до 120 000 томов.
Собрание значительно пострадало в годы Второй мировой войны: в тот период было уничтожено 60 % из собрания в 200 000 томов. Чтобы закрыть «пробелы от войны», библиотека в послевоенные годы начала приобретать и старые работы. В 1966 году университетская библиотека переехала в «Книжную башню» (Bücherturm) на улицу Штрассе-ам-Форум (Straße am Forum); в XXI веке здание является памятником архитектуры. С открытием пристройки, возведение которой было завершено в 2006 году, южный филиал начал работать круглосуточно.
Северная библиотека KIT (KIT-Bibliothek Nord) была основана в 1956 году как литературный отдел (LA) компании «Kernreaktor Bau- und Betriebsgesellschaft mbH». Она разместилась на улице Карлштрассе, где оставалась до 1959 года. В период с 1959 по 1962 год она была интегрирована в Институт нейтронной физики и реакторных технологий (Neutronenphysik und Reaktortechnik, INR) на территории Центра ядерных исследований Карлсруэ. Как специализированная научная библиотека, она в первую очередь была предназначена для обеспечения учёных специальной литературой: помимо основного отделения, Центральная библиотека исследовательского центра Карлсруэ обслуживала около сорока ведомственных библиотек. В 1964 году она переехала в отдельное здание «Feuerwehrbaracke».
Общее собрание единой библиотеки Университета Карлсруэ составляет более двух миллионов книг и 28 000 журналов, а также — несколько тысяч мультимедийных документов и микрофильмов. Большинство единиц хранения находятся в свободном доступе. Южное отделение специализируется на учебниках и учебных материалах, в то время как северный филиал хранит 600 000 отчетов об исследованиях. Библиотека предлагает литературу по таким предметным областям как архитектура и строительство, математика, физика и химия, информатика, естественные и технические науки, экономика и социальные науки. Библиотека KIT располагает в общей сложности более 1300 рабочих мест, тысяча из которых находится в южной библиотеке.